# Кубок Митропы 1960
Кубок Митропы 1960 — 19-й розыгрыш Кубка Митропы. В нём принимали участие тридцать команд из Австрии, Венгрии, Италии, Чехословакии и Югославии.
Данный розыгрыш проводился в экспериментальном формате. Между собой соревновались не футбольные клубы, а страны, которые они представляли. Пять стран выставили по шесть клубов каждая, при этом в зависимости от результатов матчей командам начислялись очки. Победителем кубка признавалась та страна, чьи клубы набрали наибольшее количество очков.
Особенностью этого розыгрыша также являлось то, что каждой из команд позволялось усилиться тремя гостевыми игроками.
Победу в соревновании одержала Венгрия.

## Турнирная таблица
| М | Страна       | И  | В | Н | П | МЗ | МП | РМ  | О  |
| - | ------------ | -- | - | - | - | -- | -- | --- | -- |
| 1 | Венгрия      | 12 | 8 | 1 | 3 | 25 | 16 | +9  | 17 |
| 2 | Югославия    | 12 | 7 | 1 | 4 | 26 | 18 | +8  | 15 |
| 3 | Чехословакия | 12 | 6 | 1 | 5 | 24 | 18 | +6  | 13 |
| 4 | Италия       | 12 | 4 | 0 | 8 | 12 | 20 | −8  | 8  |
| 5 | Австрия      | 12 | 3 | 1 | 8 | 17 | 32 | −15 | 7  |

Правила начисления очков:
- 2 очка за победу
- 1 очко за ничью
- 0 очков за поражение

## Матчи
| Команда 1          | Итог | Команда 2                    | 1-й матч | 2-й матч |
| ------------------ | ---- | ---------------------------- | -------- | -------- |
| ВАК                | 2:7  | Войводина                    | 2:2      | 0:5      |
| Спартак (Трнава)   | 2:1  | Рома                         | 2:0      | 0:1      |
| Баник (Острава)    | 4:4  | ОФК (Белград)                | 2:1      | 2:3      |
| Баньяс (Татабанья) | 5:4  | Червена гвьезда (Братислава) | 2:1      | 3:3      |
| Вележ (Мостар)     | 6:2  | Алессандрия                  | 4:1      | 2:1      |
| Палермо            | 3:2  | Диошдьёр                     | 1:2      | 2:0      |
| Партизан (Белград) | 3:5  | Слован (Братислава)          | 2:1      | 1:4      |
| Сараево            | 2:4  | МТК                          | 1:2      | 1:2      |
| Фёрст (Вена)       | 3:6  | Вашаш                        | 2:3      | 1:3      |
| Удинезе            | 4:4  | Аустрия (Вена)               | 2:0      | 2:4      |
| ЛАСК               | 2:6  | Спартак Сталинград (Прага)   | 1:3      | 1:3      |
| Ференцварош        | 6:3  | Зиммеринг                    | 1:2      | 5:1      |
| Винер Шпорт-Клуб   | 3:3  | Дукла (Прага)                | 2:1      | 1:2      |
| Уйпешт Дожа        | 2:1  | Фиорентина                   | 0:1      | 2:0      |
| Болонья            | 1:4  | Хайдук (Сплит)               | 1:3      | 0:1      |

### Первые матчи
| 3 июля 1960 | ВАК                                     | 2:2        | Войводина              | Вена                                                         |
| 10:00 CET | Кальтенбруннер 20′ (пен.) · Шиллинг 62′ | (протокол) | Такач 16′ · Райков 32′ | Стадион: Ред-Стар-Плац Зрителей: 6000 Судья: Станислав Фенцл |
| ВАК: Франц Пеликан, Герберт Янецек, Карл Кованц, Виктор Мах, Йозеф Немански, Богумил Грушка, Роман Хайтцер, Фриц Цейка, Эрнст Кальтенбруннер, Норберт Шиллинг, Штефан Соколь Войводина: Здравко Брклячич, Славко Свиняревич, Новак Роганович, Стеван Бена, Стеван Секереш, Йосип Дуванчич (46' Ласло Борбель), Здравко Райков, Силвестер Такач, Чедомир Сентин, Александар Ивош, Радослав Злопаса |                                         |            |                        |                                                              |

| 3 июля 1960 | Спартак (Трнава)             | 2:0        | Рома | Трнава                                                                  |
| 16:30 CET | Адамец 14′ (пен.) · Швец 72′ | (протокол) |      | Стадион: Стадион Антона Малатинского Зрителей: 45 000 Судья: Живко Баич |
| Спартак (Трнава): Йозеф Ондрушка, Юрай Кадлец, Штефан Сланина, Карол Тибенский, Штефан Пшенко, Милан Гальбичка, Йозеф Штибраный, Валерьян Швец (84' Штефан Слезак), Ян Штурдик, Йозеф Адамец, Милан Бартак Рома: Фабио Кудичини, Джозуэ Стукки, Джованни Гриффит, Альфио Фонтана, Джакомо Лози, Луиджи Джулиано, Ламберто Леонарди, Манлио Компаньо, Альберто Орландо, Франко Дзальо, Арне Сельмоссон |                              |            |      |                                                                         |

| 3 июля 1960 | Баник (Острава)                 | 2:1                | ОФК (Белград)  | Острава                                              |
| 17:00 CET | Валошек 30′ · Гаврич 88′ (авт.) | (протокол) (отчёт) | Младенович 31′ | Стадион: Базалы Зрителей: 15 000 Судья: Андор Дороги |
| Баник (Острава): Владимир Мокрогайский, Бедржих Кёглер, Прокоп Данек, Карел Дворжак, Йосеф Ондрачка, Зденек Станцо, Зденек Коснёвский, Томаш Поспихал, Мирослав Микеска (37' Франтишек Шинделарж), Мирослав Вицек, Франтишек Валошек ОФК (Белград): Срболюб Кривокуча, Ранко Борозан, Милош Груич, Здравко Йокич, Момчило Гаврич, Радован Гойков, Драголюб Марич, Сава Антич, Сретен Банович, Верослав Младенович, Йосип Скоблар |                                 |                    |                |                                                      |

| 3 июля 1960 | Баньяс (Татабанья)   | 2:1        | Червена гвьезда (Братислава) | Татабанья                                                |
| 17:30 CET | Биро 35′ · Рапаи 81′ | (протокол) | Шерер 58′                    | Стадион: Баньяс Зрителей: 12 000 Судья: Фридрих Зайпельт |
| Баньяс (Татабанья): Дьюла Грошич, Ференц Фаршанг, Имре Месарош, Дьюла Мачали, Йожеф Шедль, Йожеф Польгар, Иштван Совьяк, Дьюла Биро, Ласло Рапаи, Ласло Лахош, Ласло Тёрёк Червена гвьезда (Братислава): Франтишек Главаты, Густав Мраз, Владимир Вайсс, Ян Ферьянчик, Дезидер Цимра (43' Эдуард Габорик), Штефан Матлак, Казимир Гайдош, Адольф Шерер, Ладислав Качани, Йозеф Оберт, Валерьян Бартальский |                      |            |                              |                                                          |

| 3 июля 1960 | Вележ (Мостар)                                | 4:1        | Алессандрия  | Мостар                                                       |
| 17:30 CET | Лазович 40′ · Липошинович 55′ · Ребац 85′ 89′ | (протокол) | Маранджи 72′ | Стадион: Биели Бриег Зрителей: 10 000 Судья: Антонин Ружичка |
| Вележ (Мостар): Иван Чуркович, Здравко Родин, Мехмед Ханджич, Владо Слишкович, Дане Прайо, Франьо Джидич (42' Менсуд Дилберович), Лука Липошинович, Драголюб Блажич, Сулейман Ребац, Милорад Лазович, Круно Радилевич Алессандрия: Лучано Арбиццани, Альдо Нарди, Джованни Джакомацци, Чирано Снидеро, Антонио Скьявони, Умберто Боньярди, Марио Мориджи, Романо Форин, Ремо Мармо, Антонио Маранджи, Витторино Реджени |                                               |            |              |                                                              |

| 3 июля 1960 | Палермо    | 1:2        | Диошдьёр              | Палермо                                                   |
| 17:30 CET | Сандри 48′ | (протокол) | Иван 28′ · Фекете 32′ | Стадион: Ла Фаворита Зрителей: 8000 Судья: Вацлав Корелус |
| Палермо: Риккардо Торос (46' Винченцо Бьондо), Антонио Де Беллис, Энцо Бенедетти, Франкавилла, Марио Кокко, Альберто Малавази, Ульдерико Саккелла, Риччотти Греатти, Джанни Сандри, Стефано Бернини, Бруно Бальди Диошдьёр: Зольтан Ходи, Дьюла Вернер, Оскар Сигети, Тибор Паулаш, Шандор Тёрёк, Эрнё Шоймоши, Йожеф Иван, Йожеф Чаньи, Ласло Кишш, Йожеф Иштван Фекете (40' Ласло Папп), Янош Паль |            |            |                       |                                                           |

| 3 июля 1960 | Партизан (Белград)        | 2:1                | Слован (Братислава) | Белград                                                   |
| 17:30 CET | Вукелич 15′ · Васович 72′ | (протокол) (отчёт) | Паевич 39′ (авт.)   | Стадион: Стадион ЮНА Зрителей: 15 000 Судья: Эрих Штайнер |
| Партизан (Белград): Славко Стоянович, Бруно Белин, Александар Йончич, Илия Митич, Божидар Паевич, Велибор Васович, Звездан Чебинац, Владимир Ковачевич (Павле Киш), Милан Вукелич, Лазар Радович, Бранислав Михайлович Слован (Братислава): Фердинанд Гасонь, Микулаш Чирка, Войтех Янкович, Франтишек Кишш, Антон Урбан, Антон Трохта, Людовит Цветлер, Иван Мраз, Йозеф Венглош, Антон Билы, Штефан Демович |                           |                    |                     |                                                           |

| 3 июля 1960 | Сараево     | 1:2        | МТК                   | Сараево                                              |
| 17:30 CET | Шехович 82′ | (протокол) | Бота 9′ · Мольнар 75′ | Стадион: Кошево Зрителей: 22 000 Судья: Джино Ригато |
| Сараево: Ранко Планинич, Петар Баняц (42' Кемал Джемиджич), Младен Стипич, Ибрахим Биоградлич, Владимир Чонч, Срболюб Маркушевич, Иван Миоч, Асим Ферхатович, Ивица Петкович, Салих Шехович, Зияд Арсланагич МТК: Йожеф Гелеи, Тибор Паличко, Ференц Шипош, Михай Лантош, Ференц Галь, Ференц Ковач, Шандор Бота, Михай Лацко (63' Иштван Кути), Иштван Надь, Янош Мольнар, Иштван Симчак |             |            |                       |                                                      |

| 3 июля 1960 | Фёрст (Вена)         | 2:3        | Вашаш                                | Вена                                                    |
| 17:30 CET | Грос 42′ · Буцек 80′ | (протокол) | Силадьи 27′ · Боршош 31′ · Махош 35′ | Стадион: Хоэ Варте Зрителей: 20 000 Судья: Чезаре Йонни |
| Фёрст (Вена): Курт Шмид, Альфред Пихлер, Йозеф Вебора, Фердинанд Коларик, Хельмут Сенекович, Альфонс Дирнбергер, Йоханн Ланер, Вальтер Медвет (46' Отто Фишль), Ханс Буцек, Герберт Грос, Антон Польстер Вашаш: Анталь Сентмихайи, Бела Карпати, Кальман Месёй, Кальман Ихас, Дежё Бунджак, Паль Беренди (46' Анталь Барфи), Шандор Ленкеи, Ференц Махош, Дьюла Силадьи, Миклош Боршош, Имре Матес |                      |            |                                      |                                                         |

| 3 июля 1960 | Удинезе                               | 2:0        | Аустрия (Вена) | Удине                                                 |
| 18:00 CET | Фишер 23′ (авт.) · Беттини 84′ (пен.) | (протокол) |                | Стадион: Моретти Зрителей: 10 000 Судья: Эцио Дамиани |
| Удинезе: Луиджи Бертосси, Луиджи Джиганте, Джорджо Ольдинг, Ренато Валенти, Ренцо Сасси, Массимо Джакомини, Луис Пентрельи, Энцо Менеготти, Лоренцо Беттини, Роберто Манганотто, Альберто Фонтанези Аустрия (Вена): Пауль Шведа, Оскар Фишер, Норберт Краза, Йоханн Лёзер, Адольф Блуч, Эрих Медвет, Франц Пфайффер (43' Хорст Хирншродт), Йоханн Риглер, Хорст Немец, Эрнст Фиала, Вальтер Шлегер |                                       |            |                |                                                       |

| 3 июля 1960 | ЛАСК        | 1:3        | Спартак Сталинград (Прага) | Линц                                                  |
| 18:15 CET | Шпильман 7′ | (протокол) | Копса 18′ 45′ 79′          | Стадион: Линцер Зрителей: 4500 Судья: Вильмош Хернади |
| ЛАСК: Хельмут Кицмюллер, Хериберт Трубриг, Герхард Штурмбергер (46' Клеменс Лузенбергер), Манфред Эккер, Альфред Тайнитцер, Гюнтер Прашак, Фридрих Шпильман, Фердинанд Цехмайстер, Герман Фюрст, Рудольф Забетцер, Карл Хёфер Спартак Сталинград (Прага): Андре Гоушка, Ладислав Мишкович, Павел Трчка, Мирослав Погунек, Вацлав Яновский, Франтишек Фиктус, Франтишек Моттль, Зденек Копса, Владимир Кос, Ладислав Губалек, Карел Каура |             |            |                            |                                                       |

| 3 июля 1960 | Ференцварош | 1:2        | Зиммеринг                 | Будапешт                                                   |
| 18:30 CET | Альберт 57′ | (протокол) | Нинаус 24′ · Нойбауэр 70′ | Стадион: Непштадион Зрителей: 45 000 Судья: Йиндржих Карас |
| Ференцварош: Ференц Ланди, Ференц Берта, Шандор Матраи, Енё Дальноки, Дьёрдь Кочиш, Ференц Декань, Габор Надь, Паль Орос (46' Флориан Альберт), Оскар Вилежал, Дьюла Ракоши, Мате Феньвеши Зиммеринг: Бруно Энгельмайер, Хельмут Гайер, Эрих Штробль, Курт Штайбль, Франц Лёффельман, Хайнц Бухахер, Густав Таушер, Франц Нойбауэр, Йозеф Хюблер, Рудольф Пихлер, Франц Нинаус |             |            |                           |                                                            |

| 3 июля 1960 | Винер Шпорт-Клуб         | 2:1        | Дукла (Прага) | Вена                                                   |
| 19:15 CET | Хамерль 25′ · Кнолль 90′ | (протокол) | Сура 31′      | Стадион: Хоэ Варте Зрителей: 20 000 Судья: Иштван Жолт |
| Винер Шпорт-Клуб: Рудольф Санвальд, Йоханн Виндиш, Генрих Бюлльвач, Вильгельм Кайнрат, Рудольф Ослански, Леопольд Баршандт, Карл Скерлан, Адольф Кнолль, Эрих Хоф, Йозеф Хамерль, Эгон Штампфер Дукла (Прага): Павел Коуба, Карел Хрудимский, Иржи Чадек, Иво Урбан, Станислав Ерабек, Милан Дворжак, Рудольф Таухен, Рудольф Кучера (70' Ян Брумовский), Йиржи Сура, Ярослав Боровичка, Йозеф Елинек |                          |            |               |                                                        |

| 3 июля 1960 | Уйпешт Дожа | 0:1        | Фиорентина | Будапешт                                                |
| 20:15 CET |             | (протокол) | Хамрин 52′ | Стадион: Непштадион Зрителей: 60 000 Судья: Лео Лемешич |
| Уйпешт Дожа: Габор Тёрёк, Карой Райна, Паль Вархиди, Йожеф Дьёрвари, Йожеф Сини, Дьёрдь Боршаньи, Бела Кухарски, Янош Гёрёч, Ласло Патаки (68' Йожеф Бенчич), Иштван Халапи, Михай Тот Фиорентина: Джулиано Сарти, Сауль Малатрази, Альберто Ордзан, Винченцо Роботти, Джузеппе Кьяпелла, Клаудио Римбальдо, Курт Хамрин, Франсиско Лохаконо, Мигель Монтуори, Ренато Беналья, Джанфранко Петрис |             |            |            |                                                         |

| 3 июля 1960 | Болонья        | 1:3                | Хайдук (Сплит)              | Болонья                                              |
| 21:30 CET | Червеллати 43′ | (протокол) (отчёт) | Папец 32′ 54′ · Шенауэр 77′ | Стадион: Комунале Зрителей: 1500 Судья: Йозеф Штолль |
| Болонья: Ансельмо Джорчелли, Баттиста Рота, Мирко Павинато, Карло Фурланис, Феделе Греко, Эудженио Фашетти, Антонио Ренна, Чезарино Червелатти, Клаудио Веронези, Серджо Кампана, Бруно Нарди Хайдук (Сплит): Анте Вулич, Богдан Крагич, Степан Илич, Павле Гаров, Давор Грчич, Петар Радакович, Владимир Шенауэр, Радивое Огнянович, Златко Папец, Бернард Вукас, Звонко Бего |                |                    |                             |                                                      |

### Ответные матчи
| 10 июля 1960 | Дукла (Прага)         | 2:1        | Винер Шпорт-Клуб | Прага                                                |
| 10:15 CET | Кучера 25′ · Сура 65′ | (протокол) | Хоф 80′          | Стадион: Юлиска Зрителей: 10 000 Судья: Андор Дороги |
| Дукла (Прага): Павел Коуба, Карел Хрудимский, Иржи Чадек, Иво Урбан, Станислав Ерабек, Милан Дворжак, Ян Брумовский, Рудольф Кучера, Йиржи Сура, Ярослав Боровичка, Рудольф Таухен (65' Йозеф Елинек) Винер Шпорт-Клуб: Рудольф Санвальд, Йоханн Виндиш, Генрих Бюлльвач, Эрих Хазенкопф, Рудольф Ослански, Леопольд Баршандт, Йоханн Шиккер, Адольф Кнолль, Эрих Хоф, Вильгельм Кайнрат, Эгон Штампфер |                       |            |                  |                                                      |

| 10 июля 1960 | Червена гвьезда (Братислава)      | 3:3        | Баньяс (Татабанья)                        | Братислава                                          |
| 16:00 CET | Качани 26′ · Гайдош 35′ · Шон 88′ | (протокол) | Тёрёк 52′ · Лахош 72′ (пен.) · Совьяк 75′ | Стадион: Слован Зрителей: 20 000 Судья: Лео Лемешич |
| Червена гвьезда (Братислава): Франтишек Главаты, Штефан Матлак, Владимир Вайсс, Ян Ферьянчик, Эдуард Габорик, Йиржи Шон, Казимир Гайдош, Адольф Шерер, Йозеф Оберт (46' Богдан Уйвари), Ладислав Качани, Валерьян Бартальский Баньяс (Татабанья): Дьюла Грошич, Имре Месарош (46' Йожеф Шедль), Йожеф Польгар, Ференц Фаршанг, Дьюла Биро, Дьюла Мачали, Иштван Совьяк, Ласло Лахош, Ласло Рапаи, Ласло Тёрёк, Михай Деметер |                                   |            |                                           |                                                     |

| 10 июля 1960 | Войводина                                 | 5:0        | ВАК | Нови-Сад                                                  |
| 17:30 CET | Райков 4′ 80′ · Павлич 26′ 70′ · Ивош 86′ | (протокол) |     | Стадион: Градски Зрителей: 16 000 Судья: Джулио Кампанати |
| Войводина: Андрия Вереш, Славко Свиняревич, Младен Вучинич, Ласло Борбель, Новак Роганович, Стеван Бена (46' Радослав Злопаса), Здравко Райков, Силвестер Такач, Джордже Павлич, Александар Ивош, Чедомир Сентин ВАК: Франц Пеликан, Герберт Ленцингер, Карл Кованц, Виктор Мах, Йозеф Немански, Богумил Грушка, Роман Хайтцер, Фриц Цейка, Эрнст Кальтенбруннер, Норберт Шиллинг, Штефан Соколь (75' Курт Райтер) |                                           |            |     |                                                           |

| 10 июля 1960 | Зиммеринг             | 1:5        | Ференцварош                                                                       | Вена                                                          |
| 17:30 CET | Лёффельман 26′ (пен.) | (протокол) | Феньвеши 3′ · Альберт 63′ · Лёффельман 64′ (авт.) · Фридмански 74′ · Дальноки 90′ | Стадион: Зиммеринг Зрителей: 13 000 Судья: Винченцо Орландини |
| Зиммеринг: Бруно Энгельмайер, Хельмут Гайер, Эрих Штробль, Курт Штайбль, Франц Лёффельман, Хайнц Бухахер, Густав Таушер, Франц Нойбауэр, Йозеф Хюблер, Рудольф Пихлер (55' Густав Иванич), Франц Нинаус Ференцварош: Дьёрдь Хорват, Ференц Берта, Шандор Матраи, Енё Дальноки, Оскар Вилежал, Дьёрдь Кочиш, Золтан Фридмански, Паль Орос, Флориан Альберт, Дьюла Ракоши, Мате Феньвеши |                       |            |                                                                                   |                                                               |

| 10 июля 1960 | ОФК (Белград)                        | 3:2                | Баник (Острава)              | Белград                                                      |
| 17:30 CET | Скоблар 4′ · Борозан 47′ · Антич 80′ | (отчёт) (протокол) | Шинделарж 32′ · Поспихал 89′ | Стадион: Омладински Зрителей: 3000 Судья: Франческо Ливерани |
| ОФК (Белград): Срболюб Кривокуча, Ранко Борозан, Милош Груич, Здравко Йокич (46' Владан Младенович), Момчило Гаврич, Драголюб Марич, Радован Гойков, Сава Антич, Верослав Младенович, Спасое Самарджич, Йосип Скоблар Баник (Острава): Владимир Мокрогайский, Бедржих Кёглер, Прокоп Данек, Карел Дворжак, Йосеф Ондрачка, Зденек Станцо, Зденек Коснёвский, Томаш Поспихал, Франтишек Шинделарж, Мирослав Вицек, Франтишек Валошек |                                      |                    |                              |                                                              |

| 10 июля 1960 | Слован (Братислава)                 | 4:1                | Партизан (Белград) | Братислава                                                     |
| 17:30 CET | Цветлер 2′ · Мраз 7′ · Билы 21′ 52′ | (протокол) (отчёт) | Ковачевич 75′      | Стадион: Тегельне поле Зрителей: 25 000 Судья: Вильмош Хернади |
| Слован (Братислава): Фердинанд Гасонь, Микулаш Чирка, Войтех Янкович (40' Зденко Велецкий), Франтишек Кишш, Антон Урбан, Антон Трохта, Людовит Цветлер, Иван Мраз, Йозеф Венглош, Антон Билы, Штефан Демович Партизан (Белград): Славко Стоянович, Бруно Белин, Велимир Сомболац, Илия Митич, Божидар Паевич, Велибор Васович, Звездан Чебинац, Владимир Ковачевич, Милан Вукелич, Лазар Радович, Бранислав Михайлович |                                     |                    |                    |                                                                |

| 10 июля 1960 | Спартак Сталинград (Прага)         | 3:1        | ЛАСК         | Прага                                                |
| 17:30 CET | Краль 31′ · Моттль 75′ · Каура 79′ | (протокол) | Козлицек 87′ | Стадион: Доличек Зрителей: 15 000 Судья: Иштван Жолт |
| Спартак Сталинград (Прага): Андре Гоушка, Ладислав Мишкович, Павел Трчка, Мирослав Погунек, Вацлав Яновский, Франтишек Фиктус, Франтишек Моттль, Зденек Копса, Владимир Кос, Йосеф Краль (46' Ладислав Губалек), Карел Каура ЛАСК: Хельмут Кицмюллер, Хериберт Трубриг, Герхард Штурмбергер, Клеменс Лузенбергер, Альфред Тайнитцер, Гюнтер Прашак, Эрнст Козлицек, Пауль Козлицек (70' Манфред Эккер), Фердинанд Цехмайстер, Карл Хёфер, Рудольф Забетцер |                                    |            |              |                                                      |

| 10 июля 1960 | Хайдук (Сплит) | 1:0        | Болонья | Сплит                                                    |
| 17:30 CET | Огнянович 44′  | (протокол) |         | Стадион: Стари Плац Зрителей: 12 000 Судья: Эрих Штайнер |
| Хайдук (Сплит): Анте Вулич, Богдан Крагич, Степан Илич, Петар Радакович, Давор Грчич, Павле Гаров, Владимир Шенауэр, Радивое Огнянович, Златко Папец, Бернард Вукас, Звонко Бего Болонья: Ансельмо Джорчелли, Баттиста Рота, Мирко Павинато, Карло Фурланис, Феделе Греко, Эудженио Фашетти, Антонио Ренна, Лучано Бонфада, Клаудио Веронези, Марио Россини, Бруно Нарди |                |            |         |                                                          |

| 10 июля 1960 | Диошдьёр | 0:2        | Палермо                   | Мишкольц                                             |
| 17:45 CET |          | (протокол) | Бальди 62′ · Саккелла 79′ | Стадион: Диошдьёр Зрителей: 22 000 Судья: Живко Баич |
| Диошдьёр: Зольтан Ходи, Дьюла Вернер, Оскар Сигети, Тибор Паулаш, Шандор Тёрёк, Эрнё Шоймоши, Йожеф Иван, Йожеф Чаньи, Ласло Кишш (56' Иштван Ковач), Ласло Папп, Йожеф Иштван Фекете Палермо: Винченцо Бьондо (46' Риккардо Торос), Антонио Де Беллис, Энцо Бенедетти, Франкавилла, Марио Кокко, Альберто Малавази, Ульдерико Саккелла, Стефано Бернини, Риччотти Греатти, Элизео Лоди, Бруно Бальди |          |            |                           |                                                      |

| 10 июля 1960 | Аустрия (Вена)                                       | 4:2        | Удинезе                                 | Вена                                                          |
| 18:00 CET | Риглер 20′ (пен.) 48′ · Сасси 22′ (авт.) · Немец 88′ | (протокол) | Джакомини 51′ · Сасси 53' · Беттини 87′ | Стадион: Ред-Стар-Плац Зрителей: 11 000 Судья: Вацлав Корелус |
| Аустрия (Вена): Пауль Шведа, Оскар Фишер, Джузеппе Кошир, Йоханн Лёзер, Адольф Блуч, Эрих Медвет, Хорст Хирншродт, Йоханн Риглер, Хорст Немец, Эрнст Фиала, Вальтер Шлегер Удинезе: Луиджи Бертосси, Луиджи Джиганте, Джорджо Ольдинг, Ренато Валенти, Ренцо Сасси, Массимо Джакомини, Луис Пентрельи, Энцо Менеготти, Лоренцо Беттини, Роберто Манганотто (46' Марчелло Маццолини), Серджо ди Бенедетто |                                                      |            |                                         |                                                               |

| 10 июля 1960 | МТК                  | 2:1        | Сараево        | Будапешт                                                    |
| 18:15 CET | Кути 21′ · Лацко 89′ | (протокол) | Арсланагич 35′ | Стадион: Непштадион Зрителей: 25 000 Судья: Станислав Фенцл |
| МТК: Йожеф Гелеи, Тибор Паличко, Ференц Шипош, Михай Лантош, Ференц Галь (65' Михай Лацко), Ференц Ковач, Шандор Фалисек, Иштван Надь, Янош Мольнар, Иштван Кути, Иштван Симчак Сараево: Ранко Планинич, Кемал Джемиджич, Младен Стипич, Ибрахим Биоградлич, Владимир Чонч, Срболюб Маркушевич, Ивица Петкович, Асим Ферхатович, Салих Шехович, Зияд Арсланагич, Добривое Живков |                      |            |                |                                                             |

| 10 июля 1960 | Вашаш                              | 3:1        | Фёрст (Вена) | Будапешт                                                 |
| 20:30 CET | Матес 60′ · Махош 61′ · Фаркаш 74′ | (протокол) | Грос 19′     | Стадион: Непштадион Зрителей: 30 000 Судья: Живота Влаич |
| Вашаш: Анталь Сентмихайи, Бела Карпати, Кальман Месёй, Кальман Ихас, Дежё Бунджак, Паль Беренди, Шандор Ленкеи, Лайош Чордаш (46' Янош Фаркаш), Ференц Махош, Миклош Боршош, Имре Матес Фёрст (Вена): Курт Шмид, Герман Козих, Йозеф Вебора, Альфред Пихлер, Альфонс Дирнбергер, Карл Коллер, Йоханн Ланер, Хельмут Сенекович, Ханс Буцек, Герберт Грос, Отто Фишль (64' Йозеф Гелегс) |                                    |            |              |                                                          |

| 10 июля 1960 | Алессандрия | 1:2        | Вележ (Мостар) | Алессандрия                                                     |
| 21:15 CET | Форин 16′   | (протокол) | Ребац 62′ 87′  | Стадион: Джузеппе Моккагатта Зрителей: 5000 Судья: Кароль Галба |
| Алессандрия: Лучано Арбиццани (80' Луиджи Пиши), Альдо Нарди, Рокко Мелидео, Чирано Снидеро, Антонио Скьявони, Альфио Джолитти, Марио Мориджи, Романо Форин, Алессандро Витали, Антонио Маранджи, Ремо Мармо Вележ (Мостар): Иван Чуркович, Здравко Родин, Мехмед Ханджич, Владо Слишкович, Дане Прайо, Круно Радилевич, Лука Липошинович, Франьо Джидич (30' Зейнил Селимотич), Сулейман Ребац, Драголюб Блажич, Милорад Лазович |             |            |                |                                                                 |

| 10 июля 1960 | Рома           | 1:0        | Спартак (Трнава) | Рим                                                    |
| 21:30 CET | Сельмоссон 32′ | (протокол) |                  | Стадион: Фламинио Зрителей: 15 000 Судья: Виктор Хебат |
| Рома: Фабио Кудичини, Джозуэ Стукки, Джованни Гриффит, Альфио Фонтана, Джакомо Лози, Маурицио Термес, Манлио Компаньо, Паоло Пестрин (46' Серджо Тененте), Гуалтьеро Брунелли, Луиджи Джулиано, Арне Сельмоссон Спартак (Трнава): Имрих Стахо (51' Йозеф Ондрушка), Штефан Слезак, Штефан Сланина, Карол Тибенский, Штефан Пшенко, Милан Гальбичка, Йозеф Штибраный, Валерьян Швец, Ян Штурдик (63' Ян Хорват), Йозеф Адамец, Милан Бартак |                |            |                  |                                                        |

| 10 июля 1960 | Фиорентина | 0:2        | Уйпешт Дожа          | Флоренция                                                  |
| 21:30 CET |            | (протокол) | Суса 25′ · Гёрёч 88′ | Стадион: Комунале Зрителей: 15 000 Судья: Фридрих Зайпельт |
| Фиорентина: Энрико Альбертози, Сауль Малатрази, Винченцо Роботти, Джузеппе Кьяпелла (55' Паоло Морози), Альберто Ордзан, Клаудио Римбальдо, Курт Хамрин, Мигель Монтуори, Эудженио Фантини, Ренато Беналья, Джанфранко Петрис Уйпешт Дожа: Габор Тёрёк, Карой Райна, Паль Вархиди, Йожеф Дьёрвари, Йожеф Сини, Дьёрдь Боршаньи, Бела Кухарски, Янош Гёрёч, Ференц Суса, Иштван Халапи (46' Ласло Патаки), Михай Тот |            |            |                      |                                                            |

## Лучшие бомбардиры
| № | Игрок           | Команда                    | Голы |
| - | --------------- | -------------------------- | ---- |
| 1 | Сулейман Ребац  | Вележ (Мостар)             | 4    |
| 2 | Зденек Копса    | Спартак Сталинград (Прага) | 3    |
| = | Здравко Райков  | Войводина                  | 3    |
| 4 | Флориан Альберт | Ференцварош                | 2    |
| = | Лоренцо Беттини | Удинезе                    | 2    |
| = | Антон Билы      | Слован (Братислава)        | 2    |
| = | Герберт Грос    | Фёрст (Вена)               | 2    |
| = | Ференц Махош    | Вашаш                      | 2    |
| = | Джордже Павлич  | Войводина                  | 2    |
| = | Златко Папец    | Хайдук (Сплит)             | 2    |
| = | Йоханн Риглер   | Аустрия (Вена)             | 2    |
| = | Йиржи Сура      | Дукла (Прага)              | 2    |